# Cordylopteryx marshalli
Cordylopteryx marshalli är en tvåvingeart som först beskrevs av Mario Bezzi 1924.  Cordylopteryx marshalli ingår i släktet Cordylopteryx och familjen borrflugor. Inga underarter finns listade i Catalogue of Life.